# José Galbán

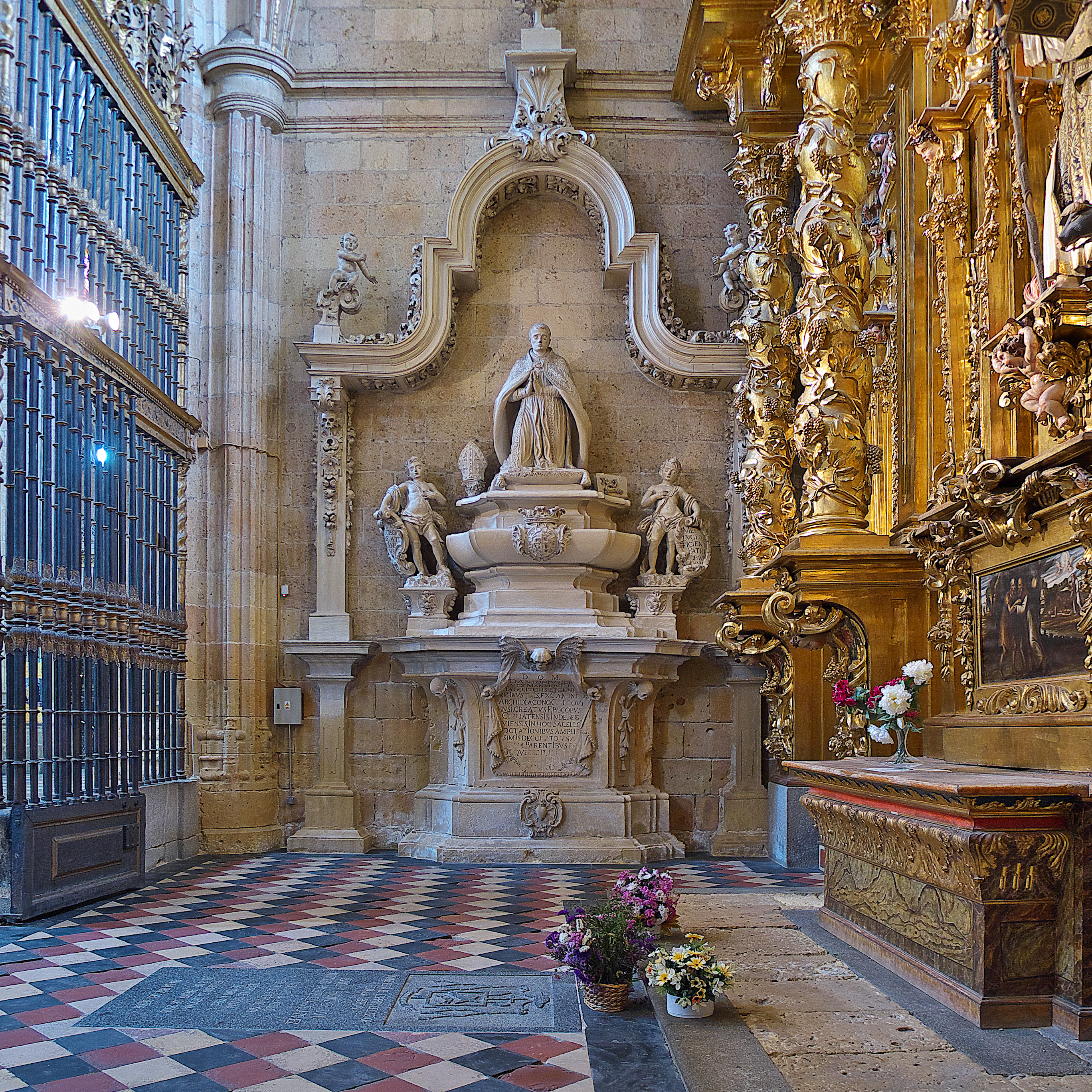
Sepultura del obispo Iduáquez en la capilla de San Antón de la catedral de Segovia

José Galván o Galbán, según firmaba (fl. 1710-1731), fue un escultor barroco español, discípulo y colaborador de Juan Alonso Villabrille y Ron.
Casado con una hija de su maestro, Andrea Antonia, se sabe por el recibo de dote otorgado el 10 de enero de 1710 que era natural de Segovia. En 1712 contrató la talla de la imagen de Nuestra Señora de la Asunción para el retablo mayor de la parroquial de Adanero (Ávila), conservada in situ, figurando en las cuentas del archivo parroquial como vecino de Segovia. La talla, esbelta y de pliegues agitados, da prueba del nivel de calidad alcanzado por el artista, que el 21 de mayo de 1713 firmaba, como «Maestro del arte de la Escultura», el contrato para la ejecución de la estatua orante del obispo Antonio Idiáquez Manrique para su sepultura en la capilla de San Antón de la catedral de Segovia, junto con las esculturas de dos mancebos que debían acompañarle. El documento, en el que se decía vecino de Madrid y residente en Segovia, establecía las condiciones que habían de cumplir las figuras, que debían hacerse en piedra, y el escultor se comprometía a trabajar en ellas con mis oficiales y «proseguir en ella asta fenezerla», lo que debió de cumplir, pues el 16 de julio de ese mismo año se le había terminado de pagar.
En la biografía de su suegro, Ceán Bermúdez le dice colaborador en las estatuas en piedra de san Isidro y santa María de la Cabeza del puente de Toledo de Madrid, y en el san Fernando de la fachada del Hospicio, trabajos a los que en el suplemento a su Diccionario agregaba la colaboración en la ejecución de tres pasos de Semana Santa para la parroquia de Santa María de San Sebastián, con la Última cena, Prendimiento y Descendimiento de la cruz, que con los gastos de estofado y traslado «a tan distante país», alcanzaron la elevada cifra de 69 491 reales de vellón. No hay noticia de otras obras suyas, pero a la muerte de su suegro, hacia 1728, continuó la asociación que aquel había mantenido con otro de sus discípulos, Luis Salvador Carmona.